# Cotton Bowl
O Cotton Bowl é um estádio localizado em Dallas, Texas (EUA). Construído em 1932, foi a casa dos times de futebol americano Dallas Cowboys da NFL entre 1960 a 1971 e do Dallas Texans entre 1960 e 1962, também foi casa do time de futebol FC Dallas da MLS entre 1996 e 2002 e entre 2004 e 2005.
De propriedade da Prefeitura de Dallas, o estádio atualmente recebe eventos esportivos universitários e de menor importância.
Com 92.100 lugares, existem projetos para sua ampliação para 92.107 lugares e modernização.
Recebeu 6 jogos da Copa do Mundo de 1994.

## Copa do Mundo FIFA de 1994
O Cotton Bowl recebeu seis jogos da Copa do Mundo FIFA de 1994, sendo quatro jogos da fase inicial, um da fase de oitavas-de-final e outro das quartas-de-final.
| Data        | Horário (UTC−5) | Equipe 1       | Placar | Equipe 2      | Rodada           | Público |
| ----------- | --------------- | -------------- | ------ | ------------- | ---------------- | ------- |
| 17 de junho | 19:30           | Espanha        | 2 – 2  | Coreia do Sul | Grupo C          | 56 247  |
| 21 de junho | 19:30           | Nigéria        | 3 – 0  | Bulgária      | Grupo A          | 44 132  |
| 27 de junho | 16:00           | Alemanha       | 3 – 2  | Coreia do Sul | Grupo C          | 63 998  |
| 30 de junho | 19:30           | Argentina      | 0 – 2  | Bulgária      | Grupo D          | 63 998  |
| 3 de julho  | 12:00           | Arábia Saudita | 1 – 3  | Suécia        | Oitavas-de-final | 60 277  |
| 9 de julho  | 14:30           | Países Baixos  | 2 – 3  | Brasil        | Quartas-de-final | 63 500  |